# Mészáros Andor (történész)
Mészáros Andor Ákos (Budapest, 1971. szeptember 13. –) magyar történész, irodalomtörténész, bohemista. Kutatási területe Közép-Európa története a 18. század végétől és Közép-Európa jelenkori helyzete. Az ELTE BTK habilitált egyetemi docense, a Szent Adalbert Közép- és Kelet-Európa Kutatásokért Alapítvány kuratóriumi elnöke.

## Pályafutása
PhD fokozatát 2008-ban szerezte, A cseh elem a magyar polgárosodásban, a csehek a dualizmus korának Magyarországán témájában, 2020-ban habilitált.
1999-től 2013-ig a Pázmány Péter Katolikus Egyetem Közép-Európa Intézetének oktatója. 2013-től az ELTE BTK oktatója a Történeti Intézet Kelet-, Közép-Európa Története és Történeti Ruszisztikai Tanszékén, Művelődéstörténeti Tanszékén és a Szláv és Balti Filológiai Intézetben oktat. A nyitrai Konstantin Filozófus Egyetem Közép-európai Tanulmányok Karának külsős oktatója.
Vendégoktatóként tanított a prágai Károly Egyetemen, az olmützi Palacký Egyetemen, a Pardubicei Egyetemen, a lublini II. János Pál Pápa Katolikus Egyetemen, a Varsói Egyetemen, a pozsonyi Comenius Egyetemen, az Oslói Egyetemen, a Milánói Egyetemen, a nápolyi L'Orientale Egyetemen és a Rijekai Egyetemen.
Az MTA köztestületének és az MTA Egyetemtörténeti Bizottságának tagja.
2009-től a Szent Adalbert Közép- és Kelet-Európa Kutatásokért Alapítvány munkatársa, 2024-től kuratóriumi elnöke. A Magyar Sion folyóirat szerkesztőbizottságának tagja.
2013 és 2017 között a Hungarikumok a Cseh Irodalmi Múzeum Levéltárában nemzetközi OTKA kutatási program vezetője.
2024-től a Hungarikumok a Maribori Regionális Levéltár gyűjteményében, a Ljubljanai Történeti Levéltár fiókjaiban és a szlovén Nemzeti és Egyetemi Könyvtár Kézirattárában című magyar-szlovén nemzetközi OTKA kutatási program vezetője.

## Művei
- Magyarországi diákok a prágai egyetemeken 1850-1918. Budapest, ELTE Egyetemi Levéltár (2001) , 181 p.
- Beke Márton (szerk.) – Mészáros Andor (szerk.): Nové interpretace českého baroka: sborník z mezinárodní konference, Piliscsaba, 12-13. května 2003 = A cseh barokk új interpretációi nemzetközi konferencia, Piliscsaba, 2003. május 12-13. Esztergom, Piliscsaba, PPKE BTK Szlavisztika – Közép-Európa Intézet, Nyugati Szláv Kulturális Kutatócsoport (2004) , 150 p.
- Mészáros Andor – Beke Márton: Bevezetés a bohemisztikába. Piliscsaba, Magyarország : Pázmány Péter Katolikus Egyetem BTK (2007) , 91 p.
- Mészáros Andor – Illés Pál Attila – Ábrahám, Barna: Bevezetés Közép-Európa kultúráiba. Budapest, Szent István Társulat (2008) , 159 p.
- Beke Márton (szerk.) – Mészáros Andor (szerk.) – Vörös István (szerk.): Művészet-e a fordítás: Útkeresés a kultúrák között, bohemisztika és poétika. Piliscsaba, Pázmány Péter Katolikus Egyetem BTK (2008) , 121 p.
- A cseh elem a magyar polgárosodásban. Budapest, Esztergom, Pázmány Péter Katolikus Egyetem BTK, Szt. István Társulat (2011) , 438 p.
- Halász Iván – Mészáros Andor – Somai, Miklós: A mai Szlovénia. Bevezetés a modern Szlovénia tanulmányozásába. Budapest, Szent Adalbert Közép- és Kelet-Európa Kutatásokért Alapítvány, Szlovén-Magyar Üzletemberek Egyesülete (2011) , 143 p.
- A mai Csehország. Bevezetés a Cseh Köztársaság tanulmányozásába. Esztergom, Szent Adalbert Közép- és Kelet-Európa Kutatásokért Alapítvány (2013) , 204 p.
- Róbert, Kiss Szemán (szerk.) – Andor, Mészáros (szerk.): Na úprku před sebou samými. Češi a jejich literatura očima současné maďarské bohemistiky. Praha, Akropolis (2014)
- Richard, Pražák (szerk.) – Róbert, Kiss Szemán (szerk.) – Andor, Mészáros (szerk.): Má madarská cesta. Česko-madarský kontext středoevropských kulturních dějin. Brno, Masaryk University (2014) , 187 p.
- Mészáros Andor – Szögi László – Varga Júlia: Magyarországi diákok a Habsburg Birodalom kisebb egyetemein és akadémiáin 1789-1919. Budapest, ELTE Egyetemi Levéltár (2014) , 590 p.
- ifj. Bertényi Iván (szerk.) – Géra Eleonóra (szerk.) – Mészáros Andor (szerk.): Varietas Europica Centralis. Tanulmányok a 70 éves Kiss Gy. Csaba tiszteletére. Budapest, ELTE Eötvös Kiadó (2015) , 474 p.
- Kiss Szemán Róbert (szerk.) – Mészáros Andor (szerk.): Středoevropské kulturní formace v boji proti komunistické totalitĕ. Esztergom, Szent Adalbert Közép- és Kelet-Európa Kutatásokért Alapítvány (2017) , 188 p.
- Mészáros Andor (szerk.) – Kovács Eszter (szerk.): Husz János és a huszitizmus hatása a magyarországi művelődésben. Budapest, Esztergom, Szent Adalbert Közép- és Kelet-Európa Kutatásokért Alapítvány (2017)
- Mészáros Andor – Halász Iván – Illés Pál Attila: Visegrádi kézikönyv. Történelem – politika – társadalom. Esztergom, Szent Adalbert Közép- és Kelet-Európa Kutatásokért Alapítvány (2017) , 405 p.
- Hungarikumok a Cseh Irodalmi Múzeum Levéltárában (Literární archiv, Památník národního písemnictví). Budapest, ELTE Eötvös Kiadó (2018) , 542 p.
- Hungarika ve sbírkách PNP. Budapest, ELTE Eötvös Kiadó (2018) , 536 p.
- Tarczay Gizella: A hűtlen folyam. Napló. Zágráb, 1916-1919. Esztergom, Szent Adalbert Közép- és Kelet-Európa Kutatásokért Alapítvány (2024), 402 p. (A naplóregényt és a naplót közreadja, a bevezetőt és a lábjegyzeteket írta: Mészáros Andor)
- A csehszlovakizmus története az első világháborúig. Esztergom, Szent Adalbert Közép- és Kelet-Európa Kutatásokért Alapítvány (2024), 244 p.